# Supercopa de Irlanda
La Supercopa de Irlanda o President´s cup es un partido de fútbol celebrado en Irlanda, se ha llevado a cabo desde su inauguración en 2014. Similar a la English Community Shield, enfrenta a los campeones de la Premier League de Irlanda y los ganadores de la Copa de Irlanda de la campaña anterior, proporcionando el partido la apertura de la temporada de la Primera División de la Liga de Irlanda.

## Palmarés
| Temporada | Campeón               | Resultado      | Finalista             | Sede de la final   |
| --------- | --------------------- | -------------- | --------------------- | ------------------ |
| 2014      | St Patrick's Athletic | 1–0            | Sligo Rovers          | Richmond Park      |
| 2015      | Dundalk               | 2–1            | St Patrick's Athletic | Oriel Park         |
| 2016      | Cork City             | 2–0            | Dundalk               | Turners Cross      |
| 2017      | Cork City             | 3–0            | Dundalk               | Turners Cross      |
| 2018      | Cork City             | 4–2            | Dundalk               | Oriel Park         |
| 2019      | Dundalk               | 2–1            | Cork City             | Turners Cross      |
| 2020      | No se realizó.        | No se realizó. | No se realizó.        | No se realizó.     |
| 2021      | Dundalk               | 1–1 (4-3 pen.) | Shamrock Rovers       | Tallaght Stadium   |
| 2022      | Shamrock Rovers       | 1–1 (5-4 pen.) | St Patrick's Athletic | Tallaght Stadium   |
| 2023      | Derry City            | 2–0            | Shamrock Rovers       | Brandywell Stadium |
| 2024      | Shamrock Rovers       | 3–1            | St Patrick's Athletic | Tallaght Stadium   |

## Títulos por club
| Club                     | Campeón | Subcampeón | Años campeón     |
| ------------------------ | ------- | ---------- | ---------------- |
| Dundalk FC               | 3       | 3          | 2015, 2019, 2021 |
| Cork City FC             | 3       | 1          | 2016, 2017, 2018 |
| Shamrock Rovers          | 2       | 2          | 2022, 2024       |
| St Patrick's Athletic FC | 1       | 2          | 2014             |
| Derry City               | 1       | –          | 2023             |
| Sligo Rovers             | –       | 1          | –––              |